# إيفرتون (لاعب كرة قدم مواليد 1984)
إيفرتون (بالبرتغالية: Francisco Everton de Almeida Andrade‏) هو لاعب كرة قدم برازيلي في مركز الدفاع، ولد في 8 أغسطس 1984 في مارانغوابي في البرازيل. لعب مع نادي جوينفيل ونادي فلومينينسي ونادي فورتاليزا ونادي كروزيرو ونادي كريسيوما.

## وصلات خارجية
- إيفرتون (لاعب كرة قدم مواليد 1984) على موقع قاعدة بيانات كرة القدم.إي يو (الإنجليزية)
- إيفرتون (لاعب كرة قدم مواليد 1984) على موقع Soccerway.com (الإنجليزية)